# یواس‌اس لانگلی (سی‌وی-۱)
یواس‌اس لانگلی (سی‌وی-۱) (به انگلیسی: USS Langley (CV-1)) اولین ناو هواپیمابر آمریکا بود. در واقع این کشتی مخصوص زغال سنگ بود که تغییر کاربری داده شد. ۵۴۲ فوت (۱۶۵٫۲ متر) بود. این کشتی در سال ۱۹۱۲ ساخته شد.